# Chugwater
Chugwater è un centro abitato (town) degli Stati Uniti d'America, situato nella Contea di Platte nello Stato del Wyoming. Nel censimento del 2000 la popolazione era di 244 abitanti.

## Geografia fisica
Secondo i rilevamenti dell'United States Census Bureau, la località di Chugwater si estende su una superficie di 7,9 km², tutti occupati da terre.

## Popolazione
Secondo il censimento del 2000, a Chugwater vivevano 244 persone, ed erano presenti 64 gruppi familiari. La densità di popolazione era di 30,9 ab./km². Nel territorio comunale si trovavano 120 unità edificate. Per quanto riguarda la composizione etnica degli abitanti, il 95,90% era bianco, lo 0,41% era nativo, lo 0,82% apparteneva ad altre razze e il 2,87% a due o più. La popolazione di ogni razza ispanica corrispondeva al 4,92% degli abitanti.
Per quanto riguarda la suddivisione della popolazione in fasce d'età, il 29,9% era al di sotto dei 18, il 10,2% fra i 18 e i 24, il 21,7% fra i 25 e i 44, il 20,9% fra i 45 e i 64, mentre infine il 17,2% era al di sopra dei 65 anni di età. L'età media della popolazione era di 34 anni. Per ogni 100 donne residenti vivevano 110,3 uomini.